# Bắc Hà (thị trấn)
Bắc Hà là thị trấn huyện lỵ của huyện Bắc Hà, tỉnh Lào Cai, Việt Nam.

## Địa lý
Thị trấn Bắc Hà có vị trí địa lý:
- Phía đông giáp xã Thải Giàng Phố
- Phía tây và phía nam giáp xã Na Hối
- Phía bắc giáp xã Bản Phố và xã Lùng Phình.

Thị trấn Bắc Hà có diện tích 6,49 km², dân số năm 2022 là 12.203 người, mật độ dân số đạt 1.880 người/km².
Thị trấn Bắc Hà có tuyến tỉnh lộ 153 đi qua địa bàn. Sông Bắc Hà cũng chảy qua từ bắc xuống nam của thị trấn. Trên địa bàn thị trấn có núi Ba Mẹ Con.

## Hành chính
Thị trấn Bắc Hà được chia thành 16 tổ dân phố.

## Lịch sử
Ngày 25 tháng 3 năm 1992, Chính phủ ban hành Quyết định số 144-CP (quyết định có hiệu lực ngày 1 tháng 6 năm 1992) về việc thành lập thị trấn huyện lỵ Bắc Hà trên cơ sở một phần của xã Tả Chải.
Ngày 5 tháng 7 năm 2024, UBND tỉnh Lào Cai ban hành Quyết định số 1672/QĐ-UBND về việc công nhận đô thị Bắc Hà sau sắp xếp đơn vị hành chính đạt tiêu chí đô thị loại V.
Tính đến ngày 31 tháng 12 năm 2022, thị trấn Bắc Hà có 1,47 km² diện tích tự nhiên và quy mô dân số là 8.861 người. Xã Tà Chải có 5,02 km² diện tích tự nhiên và quy mô dân số là 3.342 người.
Ngày 28 tháng 9 năm 2024, Ủy ban Thường vụ Quốc hội ban hành Nghị quyết số 1197/NQ-UBTVQH15 về việc sắp xếp đơn vị hành chính cấp xã của tỉnh Lào Cai giai đoạn 2023 – 2025 (nghị quyết có hiệu lực từ ngày 1 tháng 11 năm 2024). Theo đó, sáp nhập toàn bộ 5,02 km² diện tích tự nhiên và quy mô dân số là 3.342 người của xã Tà Chải vào thị trấn Bắc Hà.
Thị trấn Bắc Hà có 6,49 km² diện tích tự nhiên và quy mô dân số là 12.203 người.
Ngày 4 tháng 11 năm 2024, UBND tỉnh Lào Cai ban hành Quyết định số 2812/QĐ-UBND về việc:
- Chuyển thôn Na Khèo thành tổ dân phố Na Khèo.
- Chuyển thôn Na Kim thành tổ dân phố Na Kim.
- Chuyển thôn Na Lang thành tổ dân phố Na Lang.
- Chuyển thôn Na Lo thành tổ dân phố Na Lo.
- Chuyển thôn Na Pắc Ngam thành tổ dân phố Na Pắc Ngam.
- Chuyển thôn Na Thá thành tổ dân phố Na Thá.

## Văn hóa - du lịch

### Văn hóa
Thị trấn Bắc Hà có giải đua ngựa hàng năm tại sân vận động trung tâm của thị trấn thu hút đông đảo người dân và du khách tham dự.
Ngoài ra, trên địa bàn thị trấn còn có Dinh Hoàng A Tưởng, hay Dinh Vua Mèo xây từ năm 1914 đến tận 1921, trên khu đất rộng hơn 10.000m² trên một ngọn đồi thấp với diện tích sàn 2 tầng khoảng 400m², được kết hợp giữa kiến trúc phương Tây với nghệ thuật phong thủy phương Đông, do hai nhà kiến trúc sư Pháp và Trung Quốc thiết kế.

### Du lịch
Khí hậu Bắc Hà mát mẻ làm một điểm có tiềm năng về phát triển du lịch. Trên địa bàn có nhiều di tích lịch sử được công nhận cấp Quốc gia như: Đền Bắc Hà, Dinh Hoàng A Tưởng; có chợ văn hóa Bắc Hà được đánh giá là một trong các chợ đẹp nhất miền Tây Bắc,.... Bắc Hà đang là điểm du lịch khá nổi tiếng, hàng năm thu hút đông đảo khách du lịch trong và ngoài nước đến tham quan, nghỉ dưỡng,... Diện tích đất nông nghiệp dần bị thu hẹp từ đó thúc đẩy các hoạt động kinh doanh, dịch vụ du lịch ngày càng phát triển.